# Tashi Dawa
Dawa Tashi (Batang, 1959) è uno scrittore tibetano.

## Biografia
Tashi Dawa (in mandarino, Zhaxi Dawa), uno dei più importanti autori Tibetani che scrivono in lingua cinese,  nacque da padre tibetano e da madre cinese han nella regione tibetana di Kham nella provincia di Sichuan. Incominciò a scrivere racconti nel 1979, ha pubblicato molti volumi di storie e saggi, e ha prodotto un film-documentario sulla lingua tibetana.
Le sue opere sono state tradotte nella maggior parte delle lingue più conosciute e studi su di lui hanno cominciato a prendere piede oltre oceano dalla metà degli anni ‘90. Tashi Dawa fa parte del Tibet's "Chinese Writers' Group (Xizang de Hanyu Zuojiaqun); insieme ad altri scrittori tibetani, tra cui Woeser (Weise), Methuk (Meizhuo), Serpo (Sebo), Alai, rappresentano i maggiori esperti tibetani nella produzione in lingua cinese.
Il racconto L'anima legata alla cinghia di cuoio (Xi zai pisheng koushang de hun, 1985)  è stato un testo di rottura della linea narrativa: è allo stesso tempo realistico e magico, storico  e futuristico. Il tortuoso cammino dell'ingresso del Tibet nel mondo moderno si dispiega nella quotidiana confusione con la tecnologia, in conflitti di credenze e sistemi di valori, e nella struttura della storia, che racchiude nozioni contraddittorie del tempo e dell'esistenza. 
L'autore ha poi continuato a esplorare questo tema nelle sue variazioni, culminando nel romanzo Tibet, anni misteriosi (Xizang, yinmi suiyue, 1993). Nonostante sia cresciuto in un ambiente moderno, Tashi Dawa prende ispirazione dalla diverse tradizioni tibetane e dalla cultura popolare. Tuttavia il suo profondo interesse  per le complesse questioni con cui il Tibet moderno deve confrontarsi,  lo lasciano senza illusioni  su uno Shangri-la che non è mai esistito e non esisterà presumibilmente mai. Come presidente della Associazione degli Scrittori Tibetani, la sua stessa carriera  racconta la storia di un intellettuale tibetano che nello stesso tempo indaga  le radici e la modernità, e esplora fede e fato, solo per incarnare il dilemma di abbracciarli entrambi.

## Opere tradotte in italiano
- Tibet, anni misteriosi (contenuto in Ritorno in Tibet) (Xizang, yinmi suiyue) OCLC 797316477
- L'anima legata alla cinghia di cuoio (contenuto in Ritorno in Tibet) (Xi zai pisheng koushang de hun) OCLC 797316477
- Serenata del ritorno (contenuto in Ritorno in Tibet) (Guitu xiaoyequ) OCLC 797316477
- La luce dell'abisso (contenuto in Trilogia dell'illusione) (Shiji zhi yao) OCLC 956184114
- L'invito del secolo (contenuto in Trilogia dell'illusione) (Xuanyan zhi guang) OCLC 956184114
- Lo splendore dei cavalli del vento (contenuto in Trilogia dell'illusione) (Fengma zhi yao) OCLC 956184114